# Беренсдорф
Беренсдорф (нім. Behrensdorf) — громада в Німеччині, розташована в землі Шлезвіг-Гольштейн. Входить до складу району Плен. Складова частина об'єднання громад Лютьєнбург.
Площа — 20,85 км2. Населення становить 640 ос. (станом на 31 грудня 2020).